# Bederslev Kirke
Bederslev Kirke ligger i den nordlige del af landsbyen Bederslev ca. 16 km Ø for Bogense (Region Syddanmark). Indtil Kommunalreformen i 2007 lå den i Fyns Amt, og indtil Kommunalreformen i 1970 i Skam Herred (Odense Amt).
Kirken består af kor og skib samt et tårn og våbenhus mod syd, alt opført i røde mursten. Kirken betegnes flere steder som opført i 1884-87. Ved en hovedrestaurering i 1999 fandt man dog bag skalmuringen rester af en romansk kirke, opført i kampesten o.1200. Denne kirke var viet til Nikolaus. Ifølge Jacob Madsens visitatsbog havde kirken et tårn af træ i 1590.
Kirken har flade krydshvælv. Altertavlens ramme er fra 1840, maleriet er udført af Arne Haugen Sørensen i år 2000, og det fremstiller Judaskysset. Maleriet fremstiller både Judas forræderi og tilgivelsen, som faderen giver til den fortabte søn. Satans ansigt er malet ind i nakken på Judas. I Lukas kap.22 står: "Man lagde planer om at rydde Jesus af vejen, men så for Satan i Judas", på bagsiden ses det gamle altertavlemaleri fra 1840, Getsemane, udført af Aug. Wilh. Boesen. Prædikestolen stammer fra ombygningen i 1884-87. Stoleværket i renæssance har gavle med årstallet 1647.
Den romanske granitfont har glat kumme.

## Eksterne kilder og henvisninger
- Wikimedia Commons har flere filer relateret til Bederslev Kirke
- Bederslev Kirke Arkiveret 31. januar 2011 hos  Wayback Machine hos nordenskirker.dk
- Bederslev Kirke hos KortTilKirken.dk
- Bederslev Kirke hos danmarkskirker.natmus.dk (Danmarks Kirker, Nationalmuseet)